# Santiago García Echevarría
Santiago García Echevarría (* 1935) ist ein spanischer Manager und Wirtschaftswissenschaftler.

## Leben
García Echevarría studierte von 1951 bis 1956 an der Escuela de Altos Estudios Mercantiles in Bilbao. Im Anschluss arbeitete er für General Electric in Spanien. Von 1959 bis 1963 studierte er mit einem Stipendium Wirtschaftswissenschaften an der Universität zu Köln sowie an der Universität Valladolid. 1962 wurde er in Köln mit der Dissertation Die Wirtschaftliche Entwicklung Spanien und die Europäische Integration promoviert. Danach ging er zur Banco de Bilbao und war für die Unión Española de Explosivos tätig. Von 1963 bis 1967 war er Hochschullehrer an der Universidad de Deusto. 1969 folgte eine zweite Promotion an der Universität Complutense Madrid und seine Lehrtätigkeit dort. Von 1971 bis 1972 war er CEO von Demag Equipos Industriales in Madrid. Von 1972 bis 1975 arbeitete er für die Comisión de Productos Químicos y sus Minerales, Abonos y Papel. 1973 wurde er Professor an der Universität Barcelona und an der Nationalen Fernuniversität. Von 1974 bis 1980 war er Mitglied der deutschen Auslandshandelskammer in Madrid und Barcelona. 1975 gehörte er zum Gründungskomitee der Universidad de Alcalá, deren Wirtschaftsfakultät er mit aufbaute und als Professor Wirtschaftspolitik lehrte. Auch initiierte er ein MBA-Programm und war Direktor des dortigen Instituto de Dirección y Organización de Empresa. 1987 wurde er Vorstandsmitglied des European Centre for Strategic Management of Universities. Von 1990 bis 1993 war er Präsident der Asociación Científica de Economía y Dirección de la Empresa. 1990 gründete er die International Federation of Scholarly Associations of Management und stand ihr von 1997 bis 1999 vor. 1997 wurde er Mitglied des Privatisation Council Spain. Von 2001 bis 2008 war er Präsident der Alexander von Humboldt-Stiftung in Spanien (ab 2008 Vertrauenswissenschaftler). 2007 wurde er emeritiert. García Echevarría ist Mitglied in u. a. American Economic Association, Schmalenbach-Gesellschaft für Betriebswirtschaft, Verband der Hochschullehrer für Betriebswirtschaft und Verein für Socialpolitik. Er war Mitherausgeber von u. a. Journal of Business Economics und Management International Review.

## Auszeichnungen
- 1982: Bundesverdienstkreuz 1. Klasse
- 1994: Goldmedaille der Universidad Comercial de Deusto
- 1995: Ehrendoktor der Friedrich-Alexander-Universität Erlangen-Nürnberg
- 2002: Medaille der Universität Paderborn
- 2008: Ehrennadel der Alexander von Humboldt-Stiftung
- 2008: Großes Bundesverdienstkreuz

## Schriften (Auswahl)
- Wirtschaftsentwicklung Spaniens unter dem Einfluss der europäischen Integration. Mit besonderer Berücksichtigung des Gemeinsamen Marktes. Westdeutscher Verlag, Köln u. a. 1964.
- mit Rainer Marr: La dirección corporativa de los recursos humanos de Rainer Marr. Ediciones Díaz de Santos, Madrid 1997, ISBN 84-7978-319-2.